# グラフィック (企業)
株式会社グラフィックは、京都府京都市伏見区に本社を置く総合印刷会社である。

## 概要
1989年11月に株式会社グラフィックを設立。地元京都に密着した下請け製版会社として成長を続けていたが、DTPやCTPなどの技術革新による印刷会社の内製化と不況の影響を受け、2001年、HEIDELBERG菊半四色機を導入し印刷会社へ転向。 既存取引先への影響を配慮し、当時では珍しかったインターネット市場での極少ロット印刷物の受注を計画。同年10月よりグラフィック楽天市場店として印刷通販サービスをスタートさせた。 2002年10月には、楽天市場店部門月間MVPを達成するなどして順調に成長を続け、2003年（平成15年）6月に自社開発の受注システムへ移行。2009年現在、名刺印刷やポストカード印刷、A4チラシなどを主力に、全国会員数7万人が登録するまでに成長している。 印刷通販サービスに関連して、2006年10月にクリエイター・コミュニティサイト「アットクリエイターズ」のサービス無料提供を開始し、イラストコンテストやデザインフェスタへの出展を続け、クリエイティブ業界の振興に投資している。 また、2007年11月にWEBブラウザ上でレイアウト編集が可能な「デザイングラフィック」のサービスを開始し、アドビなどのデザイン編集ソフトを持たないユーザー向けに展開している。翌2008年5月からは、プライベート向けのミニ名刺として「DECOCA（デコカ）」を提供している。 同社では、「All in one」をコンセプトに印刷以外のWEBサイト構築、映像制作、媒体編集、イベント企画・運営等、最適なマーケティングソリューションを社内一貫体制で提案している。
現在は京都を中心に東京、大阪に営業拠点を設けている。